# Castell de Stadtbredimus
El Castell de Stadtbredimus (en francès: Château d'Urspelt) està situat a les ribes del Mosel·la al poble de Stadtbredimus al sud-est de Luxemburg, té una història que es remunta al segle xiii, quan un castell es va edificar en el lloc. El 1724, el castell actual va ser construït sobre les ruïnes de l'antiga fortalesa i, després d'algun treball de restauració qüestionable, va ser comprat per la família de la Fontaine el 1802. Va ser aquí on el poeta nacional de Luxemburg, Edmond de la Fontaine, més conegut com a Dicks, va viure de 1858 a 1881.
El castell és ara (des de 1978) la seu de la «Domaines Vinsmoselle», celler cooperatiu.